# Tożsamość Bourne’a (film 2002)
Tożsamość Bourne’a (ang. The Bourne Identity) – amerykański film sensacyjny z 2002 roku w reżyserii Douga Limana. Scenariusza Tony’ego Gilroya powstał w oparciu o powieść Roberta Ludluma o tym samym tytule, wydaną w 1980 roku. Film doczekał się kontynuacji pt. Krucjata Bourne’a (2004). Zdjęcia do filmu powstały m.in. w Studiu Filmowym Barrandov w Czechach.

## Fabuła
Fabuła filmu, w porównaniu z wersją książkową, została częściowo zmieniona.
Podczas burzliwej nocnej nawałnicy na Morzu Śródziemnym załoga włoskiego kutra rybackiego wyławia u wybrzeży Marsylii ciało rannego i półżywego, nieprzytomnego rozbitka. Rybak podczas opatrywania ran postrzałowych mężczyzny, odkrywa implant wszczepiony pod skórę – cyfrowy numer konta w Gemeinschaft Bank w Szwajcarii. Cierpiący na niemal całkowitą amnezję rozbitek postanawia dowiedzieć się o swojej utraconej przeszłości, studiując mapy i zapiski na pokładzie łódki.
Dwa tygodnie wcześniej doszło do nieudanej próby zamachu na czarnoskórego polityka Nykwana Wombosi, przebywającego na swym jachcie. Stwierdza on, że za tym posunięciem kryje się CIA. W odpowiedzi za próbę targnięcia na jego życie grozi agencji procesem sądowym i ujawnieniem prawdy o jej spiskowej działalności. Jak się później okaże, to właśnie wyłowiony rozbitek był niedoszłym zamachowcem, który nie wykonał powierzonego mu zadania, nie mogąc tego dokonać na oczach dzieci polityka. W trakcie ucieczki z jachtu został postrzelony w plecy i wpadł do wody.
Po dotarciu do portu, Jason otrzymuje niewielką sumę pieniędzy od rybaków na podróż do Szwajcarii. Już w Zurychu odbiera zdeponowaną w banku paczkę, odkrywając, że w środku są duże sumy w różnych walutach, jego paszporty (różnych krajów i na różne nazwiska) oraz broń. Według znalezionych dokumentów nazywa się Jason Bourne i jest zameldowany w Paryżu. Pakuje wszystko oprócz broni do charakterystycznej czerwonej torby i opuszcza placówkę bankową. W międzyczasie jeden z pracowników banku przesyła informacje o przybyciu Bourne’a, stawiając miejscową policję i CIA na nogi. Na ulicy Jason, ścigany przez szwajcarską policję, chroni się w amerykańskim konsulacie. Na miejscu podsłuchuje rozmowę przy okienku kobiety, która próbuje wydostać się z Zurychu. Ochrona placówki, rozpoznając Bourne’a, wszczyna alarm. Bourne w sposób brawurowy unieszkodliwia ochronę i ucieka po ścianie budynku. Na ulicy natrafia na zdenerwowaną „dziewczynę z okienka” próbującą wsiąść do auta. Proponuje jej układ – 20 tysięcy dolarów za podwiezienie do Paryża. Prowadząca dotychczas luźne życie kobieta – Marie Helena Kreutz  – przyjmuje układ, stając się celem nieznanej organizacji szpiegowskiej oraz policji, które za wszelką cenę starają się ich zabić. Rozpoczyna się walka o przetrwanie, która zarazem jest walką o tożsamość głównego bohatera, gonionego przez agencję, która wydała na niego wyrok śmierci za niewykonanie zadania.
Akcja filmu przenosi się do stolicy Francji, gdzie bohaterowie szczęśliwie docierają po długiej podróży i zmierzają w kierunku paryskiego mieszkania Bourne’a. W środku Bourne, rozpoznany przez konsjerżkę, zaczyna przypominać sobie zamazane urywki ze swojego życia przeglądając dokumenty i książki. W pewnej chwili przez szybę do mieszkania wpada agent, z zamiarem zabicia niedoszłego zamachowca i świadka. Gdy Bourne odpiera atak agent, by nie wydać mocodawców, popełnia samobójstwo wyskakując z okna na ulicę. W ulicznym zamieszaniu uciekinierzy wydostają się z mieszkania by ukryć pieniądze w bezpiecznym miejscu, co w konsekwencji kończy się szalonym pościgiem po ulicach miasta. Bourne nie po raz pierwszy wykazuje ponadprzeciętne umiejętności walki, teraz w szaleńczy sposób prowadząc samochód, szczęśliwie ucieka policji. Ukrywają auto na podziemnym parkingu i zacierają odciski palców na samochodzie. Najbliższą noc spędzają w pobliskim hotelu, gdzie Jason farbuje i obcina Marie włosy dla niepoznaki. Dochodzi tam również do sceny miłosnej, podczas której Marie spostrzega rany od kul na plecach Jasona. W dzień próbują ułożyć w logiczną całość wydarzenia z życia Bourne’a dzwoniąc pod numery uzyskane z kopii rachunku hotelowego, zdobytego przez Marie z recepcji hotelu, w którym rzekomo w przeszłości stacjonował Bourne. Obdzwonione miejsca mają jeden charakterystyczny element – dotyczą szeroko rozumianego przemysłu morskiego, poczynając od czarterowania jachtów, a kończąc na potrawach i daniach morskich. Jednakże tytułowy bohater nie może pojąć, co on mógłby mieć wspólnego z pływaniem na łódce czy jachcie. Na ulotce reklamowej pewnej z firm widnieje zdjęcie Nykwany Wombosiego, co nadaje jednak sens pozornie dziwnym elementom układanki. Wombosi ginie tego samego dnia od kul innego agenta Treadstone o pseudonimie „profesor”. Wyczytane informacje w gazetach nagle stają się jasne i zrozumiałe, utwierdzając w Jasonie myśl, że był płatnym mordercą z ramienia Treadstone (CIA). Fakt ten jest dla niego nie do przyjęcia.
Policja odnajduje auto uciekinierów oraz namierza pokój hotelowy, w którym przebywali. Schronienie znajdują u znajomego Marie na prowincji. Agencja i tam ich odnajduje. Profesor wysłany za nimi zostaje postrzelony przez Bourne’a. Jeszcze przed śmiercią szepcze parę słów Jasonowi nieświadomemu tego, co się dzieje. Następuje moment rozstania, kiedy Marie odjeżdża z właścicielem domu w nieznane. Bourne robi użytek z telefonu zdobytego na zabitym agencie, łącząc się ze swym szefem w CIA w Langley w stanie Wirginia. Umawia się z nim na osobiste spotkanie na ruchliwym moście w Paryżu. Bourne wykazuje się swoimi szpiegowskimi umiejętnościami, przyczepiając nadajnik do samochodu agentów, który doprowadza go prosto do tajnej komórki Treadstone. Jason sztucznie wywołuje alarm w samochodach na ulicy, by następnie po rynnie dostać się do mieszkania. Tam dochodzi do ostatecznej konfrontacji z samym szefem, Alexandrem Conklinem. Conklin wyjawiając Jasonowi prawdę na temat jego nieudanej misji, przywraca mu tak upragnioną i poszukiwaną tożsamość. Wyjaśnia też istotę ostatniej misji Treadstone, której celem było zabicie Wombosiego. Opowiada Bourne’owi o jego przygotowaniach do zamachu, zbieraniu informacji o jachcie polityka oraz jego załodze. Po krótkiej i efektownej walce Bourne zabija 3 agentów, oszczędzając Conklina i Nicolette. Conklin zostaje jednak zabity w chwilę później na ulicy przez innego agenta z rozkazu Warda Abbotta – wyższego w hierarchii urzędnika CIA, który chce ostatecznie zamknąć tę sprawę. Projekt Treadstone zostaje zamknięty, zaś Jason odnajduje swoją ukochaną Marie, która teraz wypożycza skutery na wyspie Mykonos w Grecji.

## Obsada
- Matt Damon – Jason Bourne
- Franka Potente – Marie Helena Kreutz
- Chris Cooper – Alexander Conklin
- Brian Cox – Ward Abbott
- Clive Owen – „profesor”
- Julia Stiles – Nicolette „Nicky” Parsons
- Gabriel Mann – Danny Zorn
- Adewale Akinnuoye-Agbaje – Nykwana Wombosi
- Tim Dutton – Eamon
- Nicky Naude – Castel
- Russell Levy – Manheim
- Vincent Franklin – Rawlins
- Orso Maria Guerrini – Giancarlo